# 神秘黑衣人
《神秘黑衣人》（法語：L'Éclat d'obus）是1916年法國小說，作者為莫理斯·盧布朗。主要敘述軍人保羅·第侯茲在第一次世界大戰期間尋找愛妻以及殺父兇手的故事，亞森·羅蘋在本作中只有以軍醫身分短暫出場。
本作寫於1914年下半年，1915年9月21日至11月7日間於《新聞報》連載，1916年11月正式出版。1923年出版修訂版。

## 人物
- 亞森·羅蘋 - 法國在第一次世界大戰時的軍醫。有時化裝成老將軍。協助保羅查明身世及當年父親被神秘黑衣女人殺害之謎。
- 保羅·第侯茲 - 十年前目睹父親被神秘黑衣人殺害。當時只是一個少年，本作主角。
- 伊莉莎白·第侯茲 - 在戰爭中失蹤，保羅的妻子。
- 貝納·安德維 - 性格開朗的年輕人，伊莉莎白之弟、保羅的小舅子。
- 凱塞爾 - 德皇威廉二世。也是羅蘋的朋友。兩人於《813的謎》中結識
- 愛明娜(HERMINA) 故事中的神秘黑衣人，化裝成伯爵夫人，德國間諜，使用鋒利小刀為武器，穿一頂黑色斗篷假扮農婦，伺機在戰場上刺傷法國軍人，外號黑色的吸血蝙蝠，同時又使用愛曼(HERMIN)少校的身分。喜歡在胸前配戴蛇型的卡媚胸飾，象徵強烈的復仇心
- 康拉德王子 - 驕橫豪奢，德皇威廉二世的兒子。
- 卡爾，間諜，愛明伯爵夫人的手下
- 史帝芬·安德維伯爵，伊莉莎白與貝納的父親。
- 第侯茲男爵 - 保羅的父親，二十年前的軍人時期，在普法戰爭中，用槍射下一隻傳信鴿，因而延誤了部隊指揮官，向後方指揮部的求救信息，而這正是愛明娜的父親，因而被愛明娜懷恨入骨，趁在碉堡中遇見時，發現他是射下傳信鴿的人，便伺機殺死他，是黑色吸血蝙蝠第一個犧牲者